# PEG poměr
PEG poměr, tedy P/E poměr porovnaný vůči růstu (angl. Growth), z toho PEG, je oceňovací metrika neboli finanční klasifikátor, který popisuje vztah mezi cenou akcie, výnosem generovaným na akcii (EPS) a očekávaným růstem dané společnosti.
Obecně je P/E poměr vyšší pro společnosti s vyšším růstem. Tudíž by použití P/E poměru při evaluaci poškodilo tyto společnosti. Byly by vůči ostatním nerůstovým nadceněné. Předpokládá se, že poměr vzniklý podělením P/E výnosovým růstovým koeficientem je daleko lepší při oceňování společností s různou mírou růstu.
PEG poměr je označován jako vhodná aproximace, tedy nejedná se o žádné exaktní číslo. Tato metrika byla zpopularizována knihou Petera Lynche „One Up on Wall Street“, kde investor Lynch říká: „P/E poměr jakékoli společnosti, která je obstojně oceněna, by se měl rovnat jejímu růstovému koeficientu.“ Což jednoduše řečeno znamená, že normálně oceněná společnost by měla mít PEG poměr roven jedné.

## Základní vzorec
{\displaystyle {\mbox{PEG Poměr}}\,=\,{\frac {\mbox{P/E poměr}}{\mbox{Roční růst zisku na akcii}}}}